# Gentianopsis macrantha
Gentianopsis macrantha là một loài thực vật có hoa trong họ Long đởm. Loài này được (D.Don ex G.Don) H.H.Iltis mô tả khoa học đầu tiên năm 1965.